# Metlife Stadium
Metlife Stadium (tidigare New Meadowlands Stadium) är en utomhusarena, främst avsedd för amerikansk fotboll, i East Rutherford i New Jersey i USA. Arenan, som invigdes 2010 och ersatte Giants Stadium, är hemmaarena för NFL-klubbarna New York Giants och New York Jets. Klubbarna driver arenan gemensamt.
Arenan kostade 1,6 miljarder dollar att bygga och har en kapacitet på 82 500 åskådare. Det svenska byggföretaget Skanskas amerikanska dotterbolag var huvudentreprenör vid byggandet av arenan.
Super Bowl XLVIII spelades på arenan 2014. Det var första gången New Jersey/New York-området var värd för Super Bowl.
Arenan är en del av Meadowlands Sports Complex.